# Belle Plaine (Kansas)
Belle Plaine és una població dels Estats Units a l'estat de Kansas. Segons el cens del 2000 tenia 1.708 habitants.

## Demografia
Segons el cens del 2000, Belle Plaine tenia 1.708 habitants, 662 habitatges, i 475 famílies. La densitat de població era de 814,2 habitants per km².
Dels 662 habitatges en un 38,4% hi vivien nens de menys de 18 anys, en un 56,5% hi vivien parelles casades, en un 11% dones solteres, i en un 28,1% no eren unitats familiars. En el 26% dels habitatges hi vivien persones soles el 13,9% de les quals corresponia a persones de 65 anys o més que vivien soles. El nombre mitjà de persones vivint en cada habitatge era de 2,58 i el nombre mitjà de persones que vivien en cada família era de 3,12.
Per edats la població es repartia de la següent manera: un 30,7% tenia menys de 18 anys, un 7,4% entre 18 i 24, un 28,6% entre 25 i 44, un 19,6% de 45 a 60 i un 13,7% 65 anys o més.
L'edat mediana era de 36 anys. Per cada 100 dones de 18 o més anys hi havia 90,5 homes.
La renda mediana per habitatge era de 38.125 $ i la renda mediana per família de 47.422 $. Els homes tenien una renda mediana de 34.821 $ mentre que les dones 22.778 $. La renda per capita de la població era de 16.414 $. Entorn del 7,9% de les famílies i el 9,2% de la població estaven per davall del llindar de pobresa.

## Poblacions més properes
El següent diagrama mostra les poblacions més properes.